# 阿部純子
阿部 純子（あべ じゅんこ、1993年〈平成5年〉5月7日 - ）は、日本の女優、ファッションモデル。本名同じ。旧芸名は吉永 淳（よしなが じゅん）。
大阪府出身。アミューズ所属。かつてはディスカバリー・エンターテインメントに所属していた。

## 来歴
小学生の時にスカウトされ、阪急百貨店の広告モデルとしてデビュー。
中学時代にはファッション誌『Hana* chu→』のモデルやフジテレビ系アニメ『しおんの王』のイメージキャラクターを務めた。
2010年、映画『リアル鬼ごっこ2』のオーディションで柴田一成監督に見込まれ、ヒロインに抜擢、吉永淳の芸名で同作に出演。
2012年、日本テレビ系ドラマ『理想の息子』で、メインキャストの一人として男子校に乗り込む女子高生役を演じ、初登場後オフィシャルブログのアクセス数が22万件に達するなど注目を集めた。
2014年、『2つ目の窓』（監督：河瀬直美）に出演し、第4回サハリン国際映画祭主演女優賞、第29回高崎映画祭最優秀新人女優賞を受賞。この受賞をきっかけに、力不足を感じてアメリカ留学を決意し、所属事務所を辞め芸能活動を停止して2014年8月から1年間に渡り渡米した。ニューヨーク大学演劇科に学んでいた際にアミューズのスタッフと出会い、2015年の帰国時に芸能活動を再開し芸名を本名の阿部純子に戻した。帰国後、NHKの連続テレビ小説『とと姉ちゃん』のオーディションを受け、ヒロインの友人・中田綾役でレギュラーキャストに選ばれた。
2022年5月2日、一般男性との結婚を発表。同年11月7日、第1子妊娠を報告。2023年4月6日、第1子出産を報告。2025年3月15日、第2子出産を報告。

## 人物
- 『リアル鬼ごっこ2』の監督・柴田一成からは、「女優としての勘が良い。それは天性のもので、こっちが思い描く通りの演技をしてくる。」「ルックスもアイドルではなく『女優顔』。」「必ず日本を代表する女優の一人になる。」と高く評価されている[6]。
- 趣味はスキューバダイビング[6]。
- 特技は3歳から続けているピアノとフルート[6]。
- 中学時代は吹奏楽部に所属し、フルートを担当していた[5]。高校は大阪府立北野高等学校に通い[16][17]、合気道部に所属していた[6]。2017年3月に慶應義塾大学環境情報学部を卒業[18]。
- 映画『2つ目の窓』で主演を射止めたが、決め手となったのは奄美大島で行われたオーディションでの「泳ぎの美しさ」。北野高校時代には「補習授業で800メートル泳がされました。」と述懐している[16]。

## 出演

### 映画
- リアル鬼ごっこ2（2010年6月5日） - ヒロイン・佐藤愛 役[8]
- わさお（2011年3月5日） - 田川真希 役[19]
- あぜ道のダンディ（2011年6月18日） - 宮田桃子 役[20]
- とんねるらんでぶー（2011年9月23日） - 主演・外山咲子 役[21]
- 夜明けの街で（2011年10月8日） - 仲西秋葉 役[22]
- わたしのハワイの歩きかた（2014年6月14日） - マコ 役[23]
- 2つ目の窓（2014年7月26日） - 主演・杏子 役[注 1][24]
- HOME AWAY FROM HOME（2017年6月26日） - アキコ 役[注 2][25]
- THE LIMIT OF SLEEPING BEAUTY-リミット・オブ・スリーピング ビューティ-（2017年10月21日） - マリア 役[26]
- ポンチョに夜明けの風はらませて（2017年10月28日） - 大貫カンナ（マリア） 役[27]
- 孤狼の血 （2018年5月12日） - 岡田桃子 役[28]
- 海を駆ける（2018年5月26日） - サチコ 役[29]
- サムライマラソン（2019年2月22日） - 志織 役
- ソローキンの見た桜（2019年3月22日） - 主演・高宮桜子 / 武田ゆい 役（二役）[30]
- あなたみたいに、なりたくない（2019年、自主映画） - 主演[31]
- Daughters（2020年9月18日、イオンエンターテイメント） - 主演・清川彩乃 役[注 3][32]
- 本気のしるし〈劇場版〉（2020年10月9日、ラビットハウス、深田晃司監督） - 桑田 役
- 罪の声（2020年10月30日、東宝） - 若き日の真由美 役
- 461個のおべんとう（2020年11月6日） - 矢島真香 役[33]
- ハチとパルマの物語（2021年5月28日公開） - 秋田犬会館スタッフ 役
- 燃えよ剣（2021年10月15日公開） - 糸里 役[34]
- 真夜中のひとりたち（2021年11月26日、LDH PICTURES） - ヒロイン・里実 役
- リング・ワンダリング（2022年2月19日公開、金子雅和監督/ムービー・アクト・プロジェクト） - ヒロイン・川内ミドリ / 梢 役（二役）[35]
- ハザードランプ（2022年、公開中止、東映）
- はい、泳げません（2022年6月10日公開、東京テアトル・リトルモア） - 奈美恵 役[36]
- MISS OSAKA ミス・オオサカ（2022年10月21日公開） - アヤノ 役
- わたしのお母さん（2022年11月11日公開、ベストブレーン） - 晶子 役[37]

### テレビドラマ
- ドラマW ビート（2011年2月13日、WOWOW） - 樋口照美 役
- 理想の息子 第5話 - 最終話（2012年2月11日 - 3月17日、日本テレビ） - 豹塚昌子 役
- 高橋留美子劇場 第1章 「赤い花束」（2012年7月8日、NHK BSプレミアム） - 不破はづき 役
- D×TOWN スパイ特区（2012年7月、テレビ東京） - 北川夏海 役
- 心療中-in the Room- 第5話 - （2013年2月9日 - 3月30日、日本テレビ） - 鳴川瑠衣 役
- 3つの告白 第二話「〜記憶〜」（2013年10月10日、NHK Eテレ）
- 連続テレビ小説（NHK）
  - とと姉ちゃん（2016年4月28日 - 10月1日） - 村野綾（中田綾） 役[12]
  - おちょやん（2020年後期） - 若崎洋子 役[38]
- 好きな人がいること（2016年7月11日 - 9月19日、フジテレビ） - 石川若葉 役
- 世にも奇妙な物語 '16秋の特別編 「捨て魔の女」（2016年10月8日、フジテレビ） - 土岐田夏希 役[39]
- 年の瀬 変愛ドラマ 緊Q不倫速報（2016年12月29日、テレビ朝日） - 舞島りんか 役
- 大阪環状線 ひと駅ごとの愛物語 Part2 第3話「黄昏プールサイド」（2017年2月1日、関西テレビ） - 藤本朝陽 役
- 4号警備（2017年4月8日 - 5月20日、NHK） - 上野由宇 役[40]
- 今からあなたを脅迫します 第7話（2017年12月3日、日本テレビ） - 小橋桃花 役
- 東京センチメンタルSP〜御茶ノ水の恋〜（2018年3月31日、テレビ東京） - 藤井唯 役[41]
- 健康で文化的な最低限度の生活 第4話 - 最終話（2018年8月7日 - 9月18日、関西テレビ） - 片岡麻里 役
- 平成ばしる（2018年12月28日、テレビ朝日） - 江國彩香 役[42]
- 関西テレビ開局60周年特別ドラマ「BRIDGE はじまりは1995.1.17神戸」（2019年1月15日、関西テレビ・フジテレビ系） - 武田里津 役
- さすらい温泉♨遠藤憲一 第9話（2019年3月14日、テレビ東京） - 矢部順子 役
- フルーツ宅配便 第11話（2019年3月22日、テレビ東京） - スモモ 役[43]
- ノーサイド・ゲーム（2019年、TBS） - 藤島レナ 役[44]
- ほんとにあった怖い話 20周年スペシャル「汲怨のまなざし」（2019年10月12日、フジテレビ） - 宮崎あすか 役 [45]
- 本気のしるし 第6話（2019年11月19日、メ〜テレ） - 桑田 役
- 死役所 第9話（2019年12月12日、テレビ東京） - 井本縁 役[46]
- ケイジとケンジ〜所轄と地検の24時〜 第4話（2020年2月6日、テレビ朝日） - 石田貴理子 役
- 日曜プライム おかしな刑事23（2020年7月19日、テレビ朝日） - 我妻玲奈 役
- だから私はメイクする 第2話・最終話（2020年10月15日・11月12日、テレビ東京） - 川松泰子 役[47]
- 遺留捜査 第6シーズン 第2話（2021年1月21日、テレビ朝日） - 野澤ひかり 役
- リカ〜リバース〜 第1話・最終話（2021年3月20日・4月3日、東海テレビ・フジテレビ系） - 小柳千尋 役
- 明治ドラマスペシャル ずんずん!（2021年4月16日、テレビ朝日） - 纏あかね 役[48]
- 警視庁・捜査一課長 第5シーズン 第4話（2021年5月6日、テレビ朝日） - 佐東幸子 役
- 刑事7人 シーズン7 第3話（2021年7月21日、テレビ朝日） - 橘美加 役
- 旅屋おかえり 秋田編（2022年1月15日、NHK BSプレミアム）
- 家政夫のミタゾノ 第5シリーズ 第3話（2022年5月6日、テレビ朝日） - 木田綾香 役
- 土ドラ枠『僕の大好きな妻!』第2話（2022年6月12日 、東海テレビ・フジテレビ系） - 田村綾菜 役[49]
- オールドルーキー 第6話（2022年8月7日、TBS） - 新垣あかね 役
- HOTEL -NEXT DOOR-（2022年9月10日 - 10月15日、WOWOW） - 木下かすみ 役[50]

### 舞台
- 大阪環状線 大正駅編 ～愛のエイサー プロポーズ大作戦～（2021年12月11日 - 25日、大阪松竹座） - ヒロイン・美咲 役[51]

### ラジオ
- 青春アドベンチャー　リテイク・シックスティーン（2013年8月26日 - 9月13日、NHK-FM） - 主演・小峰沙織 役[52]
- FMシアター　おじいのヒジのヒジホタル（2019年12月14日、NHK-FM） - 主演・由華 役[53]
- FMシアター　ハハゴコロ（2023年1月14日、NHK-FM） - 主演・洋子 役[54]

### オーディオドラマ
- 清く正しく美しくない恋をしていた（2021年9月10日 - 2021年10月8日、NUMA） - 主演・浅野清 役[55]

### 配信ドラマ
- 午前3時の無法地帯（2013年3月20日 - 、BeeTV） - はるか 役
- ネスレシアター on YouTube「昼も夜も」（2014年4月10日 - 、YouTube） - 主演・羽田汐里 役
- 東京ヴァンパイアホテル 第8話 - 第9話（2017年6月16日 - 、Amazonプライム・ビデオ） - ユイ 役
- スワブ (2018年10月1日 - ひかりTV） - 教員 役[56]
- ConneXion（2021年7月2日 - 、dTV） - 真城明日海 役
- 恋に落ちたおひとりさま～スタンダールの恋愛論～（2022年3月18日配信、全10話、Amazon Prime） - 井川瑞季 役[57]

### スチル
- DIABLE De NUBILE
- ニッセン 「なかよし共和国」

### 広告
- 広告写真
  - うめだ阪急百貨店 シュガーメイト
- 小説表紙写真
  - 集英社ピンキー文庫 人間観察クラブ

### CM
- サントリー
  - C.C.レモン ビタミンCトルズ - おねえちゃん 役
  - サントリーグループCM 『上を向いて歩こう』篇、『見上げてごらん夜の星を』篇（2011年4月）
- はるやま商事 紳士服はるやま『フレッシャーズ 「母の想い」娘』編（2013年2月） - 娘 役
- スターバックス 「人間観察」篇
- 小田急電鉄 世界に一つの日々と 「1人の寄り道」篇（2017年8月11日 - ）[58]
- ABC-MART ASICS / アシックス GEL-PROMESA（2018年1月25日 - ）
- デイリーヤマザキ（2018年2月）
  - 「春のパンまつり」篇
  - 「具たっぷり手巻おにぎり」篇
- シーシーアイ「化学は世のため、人のため。」篇（2020年）[59]

### MV
- 山下達郎「CHEER UP! THE SUMMER」（2016年）[60]
- MOROHA「革命」（2018年5月31日 - ）[61]
- Mr.Children「SINGLES」（2018年10月） - 井之脇海と共演[62]

### イベント
- ショートショートフィルムフェスティバル＆アジア2021（2021年6月11日 - 21日） - オフィシャルコンペティション supported by Sony審査員

## 書籍

### 雑誌
- Hana* chu→（主婦の友社） - 専属モデル

## 受賞歴
- 第4回サハリン国際映画祭 主演女優賞（『2つ目の窓』）[10]
- 第29回高崎映画祭 最優秀新人女優賞（『2つ目の窓』）[11]
- おおさかシネマフェスティバル2019 助演女優賞（『孤狼の血』）[63]